# Valley Springs (South Dakota)
Valley Springs is een plaats (city) in de Amerikaanse staat South Dakota, en valt bestuurlijk gezien onder Minnehaha County.

## Demografie
Bij de volkstelling in 2000 werd het aantal inwoners vastgesteld op 792.
In 2006 is het aantal inwoners door het United States Census Bureau geschat op 821, een stijging van 29 (3,7%).

## Geografie
Volgens het United States Census Bureau beslaat de plaats een oppervlakte van
2,1 km², geheel bestaande uit land. Valley Springs ligt op ongeveer 455 m boven zeeniveau.

## Plaatsen in de nabije omgeving
De onderstaande figuur toont nabijgelegen plaatsen in een straal van 16 km rond Valley Springs.